# Ciepłe (województwo mazowieckie)
Ciepłe – wieś w Polsce położona w województwie mazowieckim, w powiecie grodziskim, w gminie Żabia Wola.
Wieś wraz z wsiami Ciepłe A i Grzmiąca tworzy sołectwo Ciepłe.
W latach 1975–1998 miejscowość administracyjnie należała do województwa skierniewickiego.